# Fresnoy-en-Gohelle
Fresnoy-en-Gohelle est une commune française située dans le département du Pas-de-Calais en région Hauts-de-France. Ses habitants sont appelés les Fresnoysiens.
La commune fait partie de la communauté de communes Osartis Marquion qui regroupe 49 communes et compte 42 651 habitants en 2021.

## Géographie

### Localisation
Localisée dans le sud-est du département du Pas-de-Calais, Fresnoy-en-Gohelle est une commune située, à vol d'oiseau, à 8 km au sud-est de la commune de Lens (aire d'attraction) et à 11 km au nord-est de la commune d’Arras (chef-lieu d'arrondissement et préfecture du Pas-de-Calais).
Le territoire de la commune est limitrophe de ceux de cinq communes.
Les communes limitrophes sont  Acheville, Arleux-en-Gohelle, Bois-Bernard, Neuvireuil et Oppy.

### Géologie et relief
La superficie de la commune est de 2,98 km2 ; son altitude varie de 42  à   70 m.

### Hydrographie
La commune est située dans le bassin Artois-Picardie. Elle n'est drainée par aucun cours d'eau,.

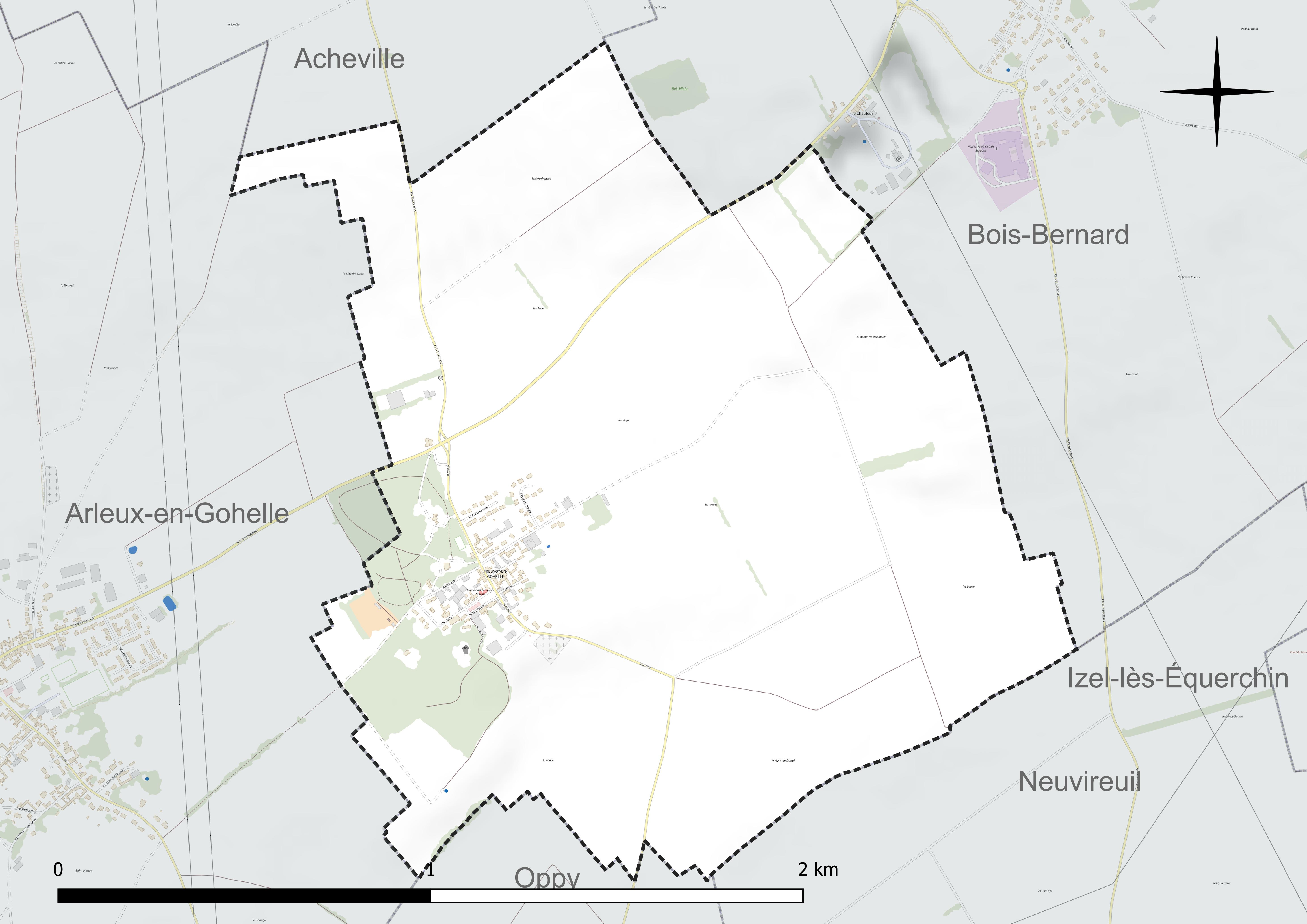
Réseau hydrographique de Fresnoy-en-Gohelle.

### Climat
Pour des articles plus généraux, voir Climat des Hauts-de-France et Climat du Pas-de-Calais.
En 2010, le climat de la commune est de type climat océanique dégradé des plaines du Centre et du Nord, selon une étude du CNRS s'appuyant sur une série de données couvrant la période 1971-2000. En 2020, Météo-France publie une typologie des climats de la France métropolitaine dans laquelle la commune est exposée à un climat océanique et est dans la région climatique Nord-est du bassin Parisien, caractérisée par un ensoleillement médiocre, une pluviométrie moyenne régulièrement répartie au cours de l'année et un hiver froid (3 °C).
Pour la période 1971-2000, la température annuelle moyenne est de 10,3 °C, avec une amplitude thermique annuelle de 14,7 °C. Le cumul annuel moyen de précipitations est de 702 mm, avec 12,1 jours de précipitations en janvier et 8,6 jours en juillet. Pour la période 1991-2020, la température moyenne annuelle observée sur la station météorologique la plus proche, située sur la commune de Wancourt à 13 km à vol d'oiseau, est de 10,8 °C et le cumul annuel moyen de précipitations est de 711,4 mm,. Pour l'avenir, les paramètres climatiques de la commune estimés pour 2050 selon différents scénarios d'émission de gaz à effet de serre sont consultables sur un site dédié publié par Météo-France en novembre 2022.

### Milieux naturels et biodiversité

#### Espèces faunistiques et floristiques
Le site de l'Inventaire national du patrimoine naturel (INPN) recense 124 espèces faunistiques et floristiques sur le territoire de la commune dont 7 protégées et 5 taxons (espèces et sous-espèces) menacées et quasi-menacées.

## Urbanisme

### Typologie
Au 1er janvier 2024, Fresnoy-en-Gohelle est catégorisée commune rurale à habitat dispersé, selon la nouvelle grille communale de densité à sept niveaux définie par l'Insee en 2022.
Elle est située hors unité urbaine. Par ailleurs la commune fait partie de l'aire d'attraction de Lens - Liévin, dont elle est une commune de la couronne,. Cette aire, qui regroupe 50 communes, est catégorisée dans les aires de 200 000 à moins de 700 000 habitants,.

### Occupation des sols
L'occupation des sols de la commune, telle qu'elle ressort de la base de données européenne d'occupation biophysique des sols Corine Land Cover (CLC), est marquée par l'importance des territoires agricoles (98,5 % en 2018), en diminution par rapport à 1990 (100 %). La répartition détaillée en 2018 est la suivante : 
terres arables (84,3 %), zones agricoles hétérogènes (14,2 %), zones urbanisées (1,5 %). L'évolution de l'occupation des sols de la commune et de ses infrastructures peut être observée sur les différentes représentations cartographiques du territoire : la carte de Cassini (XVIIIe siècle), la carte d'état-major (1820-1866) et les cartes ou photos aériennes de l'IGN pour la période actuelle (1950 à aujourd'hui).

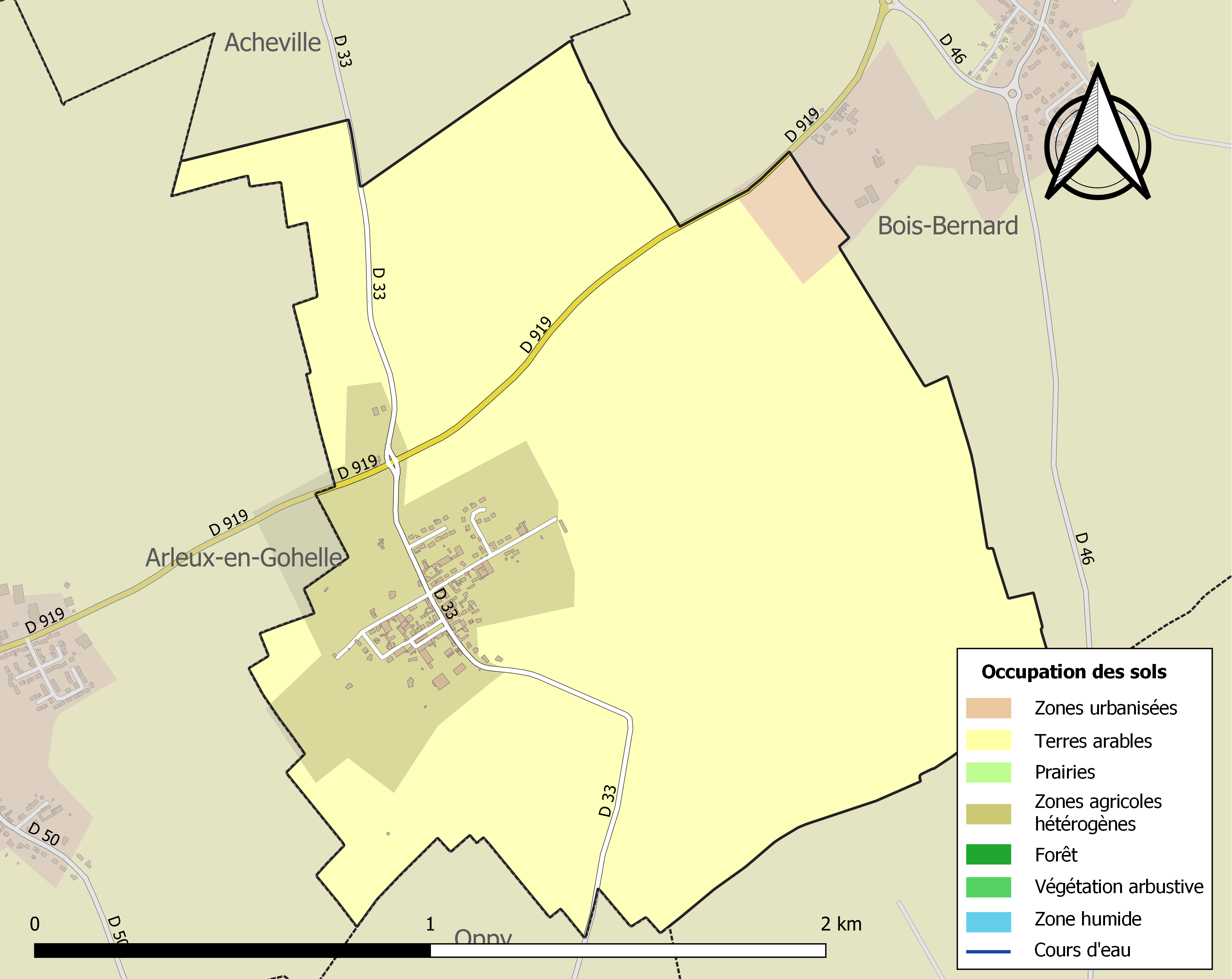
Carte des infrastructures et de l'occupation des sols de la commune en 2018 (CLC).

### Voies de communication et transports

#### Voies de communication
La commune est desservie par les routes départementales D 33 et la D 919 reliant Carvin à Amiens et à 8 km de la sortie no 16 de l'autoroute A1 reliant Paris à Lille,.

#### Transport ferroviaire
La commune se trouve à 8 km de la gare d'Hénin-Beaumont, située sur la ligne de Lens à Ostricourt, et desservie par des trains TER Hauts-de-France.

## Toponymie
Le nom de la localité est attesté sous les formes Frasnoit (1201), Fraisnoith (1112), Le Fresnoe (1190), Fraisnoi (1226), Le Fraisnoy (1289), Frasnoi (XIIIe siècle), Fraisnoy (1326), Le Frennoye (1367), Le Fresnay (1640), Frénoy-en-Gohelle (XVIIIe siècle), Fresnoy (1793), Frenoy et Fresnoy-en-Gohelle depuis 1801.
Fresnoy est issu de l'ancien français fresne, frêne, frênaie, désigne donc un lieu où poussent ces arbres, fraxinus en latin.
La Gohelle est un petit pays traditionnel du département du Pas-de-Calais faisant partie de l'Artois, la ville de  Lens est considérée comme son point central. Hypothétiquement, le nom pourrait venir du vieil allemand « göll », qui signifie « stérile », du mot, bas-latin, Gauharia  signifiant « région couverte de taillis ».

## Histoire

### Première Guerre Mondiale
En mai 1915, le domaine de la famille Tailliandier accueille le roi Louis III de Bavière et son état-major.
Du fait de sa proximité avec le front, voire d'avoir été momentanément une partie du front, la commune a souffert de la Première Guerre mondiale. Du 3 au 8 mai 1917, la commune connaît notamment une bataille entre les canadiens et les allemands. Les troupes canadiennes se mettent en route pour Fresnoy-en-Gohelle en avril, à la suite de leur victoire sur Arleux. La commune constitue le point de retraite des unités allemandes du village d'Arleux-en-Gohelle et une partie importante de la ligne Oppy-Méricourt.
Là, comme dans beaucoup de communes du front, les conditions de batailles sont compliquées : les possibilités de manœuvrer sont réduites du fait de la fortification de la commune, à l'instar d'Arleux-en-Gohelle. Les batailles se déroulent de nuit, ce qui profite aux canadiens qui disposent d'une petite avance sur les troupes allemandes.
Le 8 mai, les allemands entament leur contre-attaque finale : ils avancent depuis quatre heures du matin dans le village jusqu'à atteindre les tranchées canadiennes où ils sont repoussés. Ils battent alors en retraite et les canadiens sont relevés par des troupes britanniques, qui sont à leur tour attaquées. Finalement, le village est perdu le 9 mai 1917. Les pertes canadiennes pour la bataille sont de 1 259 individus, parmi lesquels 1 080 proviennent de la 1re brigade du corps canadien.
La commune est décorée de la croix de guerre 1914-1918 par décret du 23 septembre 1920, distinction également attribuée à 276 autres communes du Pas-de-Calais.

### Entre-Deux-Guerres
Entre 1928 et 1932, le manoir « château Colombel » est construit, à la suite de la destruction de la propriété de la famille Tailliandier. Il adopte alors un style anglo-normand et couvre un parc de dix hectares divisé en quatre hectares de bois, trois hectares de pâtures, et trois hectares de jardin d'agrément. Durant la Seconde Guerre mondiale, le château sert tour à tour aux troupes allemandes et britanniques. Plus récemment, il a servi pour le tournage de séries, le Commissaire Magellan et Les Petits Meurtres d'Agatha Christie notamment, et sert également pour les photos de mariage.

## Politique et administration

### Découpage territorial
La commune se trouve dans l'arrondissement d'Arras du département du Pas-de-Calais, depuis 1801.

#### Commune et intercommunalités
La commune est membre de la communauté de communes Osartis Marquion.

#### Circonscriptions administratives
La commune est rattachée au canton de Vimy de 1801 à 2014, puis, à partir de 2015, au canton de Brebières.

#### Circonscriptions électorales
Pour l'élection des députés, la commune fait partie de la deuxième circonscription du Pas-de-Calais.

### Élections municipales et communautaires

#### Liste des maires
| Période                                  | Période                   | Identité       | Étiquette | Qualité                                                            |
| ---------------------------------------- | ------------------------- | -------------- | --------- | ------------------------------------------------------------------ |
| Les données manquantes sont à compléter. |                           |                |           |                                                                    |
| mars 2001                                | 2008                      | Daniel Petit   |           |                                                                    |
| mars 2008                                | En cours (au 7 mars 2022) | Michel Volanti | PCF       | Retraité de l'Éducation nationale, Réélu pour le mandat 2020-2026, |

## Équipements et services publics

### Justice, sécurité, secours et défense
La commune dépend du tribunal judiciaire d'Arras, du conseil de prud'hommes d'Arras, de la cour d'appel de Douai, du tribunal de commerce d'Arras, du tribunal administratif de Lille, de la cour administrative d'appel de Douai, du pôle nationalité du tribunal judiciaire d'Arras et du tribunal pour enfants d'Arras.

## Population et société

### Démographie
Les habitants de la commune sont appelés les Fresnoysiens.

#### Évolution démographique
L'évolution du nombre d'habitants est connue à travers les recensements de la population effectués dans la commune depuis 1793. Pour les communes de moins de 10 000 habitants, une enquête de recensement portant sur toute la population est réalisée tous les cinq ans, les populations de référence des années intermédiaires étant quant à elles estimées par interpolation ou extrapolation. Pour la commune, le premier recensement exhaustif entrant dans le cadre du nouveau dispositif a été réalisé en 2005.

En 2022, la commune comptait 234 habitants, en évolution de +7,83 % par rapport à 2016 (Pas-de-Calais : −0,72 %, France hors Mayotte : +2,11 %).
| 1793 | 1800 | 1806 | 1821 | 1831 | 1836 | 1841 | 1846 | 1851 |
| ---- | ---- | ---- | ---- | ---- | ---- | ---- | ---- | ---- |
| 222  | 153  | 177  | 184  | 190  | 172  | 179  | 191  | 194  |

| 1856 | 1861 | 1866 | 1872 | 1876 | 1881 | 1886 | 1891 | 1896 |
| ---- | ---- | ---- | ---- | ---- | ---- | ---- | ---- | ---- |
| 192  | 184  | 168  | 169  | 192  | 203  | 209  | 200  | 203  |

| 1901 | 1906 | 1911 | 1921 | 1926 | 1931 | 1936 | 1946 | 1954 |
| ---- | ---- | ---- | ---- | ---- | ---- | ---- | ---- | ---- |
| 215  | 210  | 201  | 86   | 125  | 150  | 146  | 141  | 127  |

| 1962 | 1968 | 1975 | 1982 | 1990 | 1999 | 2005 | 2006 | 2010 |
| ---- | ---- | ---- | ---- | ---- | ---- | ---- | ---- | ---- |
| 127  | 127  | 120  | 140  | 206  | 199  | 232  | 243  | 253  |

| 2015 | 2020 | 2022 | - | - | - | - | - | - |
| ---- | ---- | ---- | - | - | - | - | - | - |
| 220  | 235  | 234  | - | - | - | - | - | - |

#### Pyramide des âges
En 2018, le taux de personnes d'un âge inférieur à 30 ans s'élève à 33,6 %, soit en dessous de la moyenne départementale (36,7 %). À l'inverse, le taux de personnes d'âge supérieur à 60 ans est de 28,1 % la même année, alors qu'il est de 24,9 % au niveau départemental.
En 2018, la commune comptait 114 hommes pour 107 femmes, soit un taux de 51,58 % d'hommes, largement supérieur au taux départemental (48,50 %).
Les pyramides des âges de la commune et du département s'établissent comme suit.
| Hommes | Classe d’âge | Femmes |
| ------ | ------------ | ------ |
| 0,0    | 90 ou +      | 0,0    |
| 5,8    | 75-89 ans    | 3,5    |
| 21,5   | 60-74 ans    | 25,4   |
| 24,0   | 45-59 ans    | 23,7   |
| 14,9   | 30-44 ans    | 14,0   |
| 16,5   | 15-29 ans    | 17,5   |
| 17,4   | 0-14 ans     | 15,8   |

| Hommes | Classe d’âge | Femmes |
| ------ | ------------ | ------ |
| 0,5    | 90 ou +      | 1,6    |
| 5,6    | 75-89 ans    | 8,9    |
| 16,7   | 60-74 ans    | 18,1   |
| 20,2   | 45-59 ans    | 19,2   |
| 18,9   | 30-44 ans    | 18,1   |
| 18,2   | 15-29 ans    | 16,2   |
| 19,9   | 0-14 ans     | 17,9   |

## Culture locale et patrimoine

### Lieux et monuments
- L'église Saint-Amand qui hébergeait avant 1914 un objet classé au titre d'objet des monuments historiques[39]. Cet objet a disparu dans les décombres du village durant la Première Guerre mondiale.
- Le monument aux morts[40].
- La chapelle Notre-Dame du Mont Carmel.
- La stèle en hommage au 19e bataillon d'infanterie canadien.

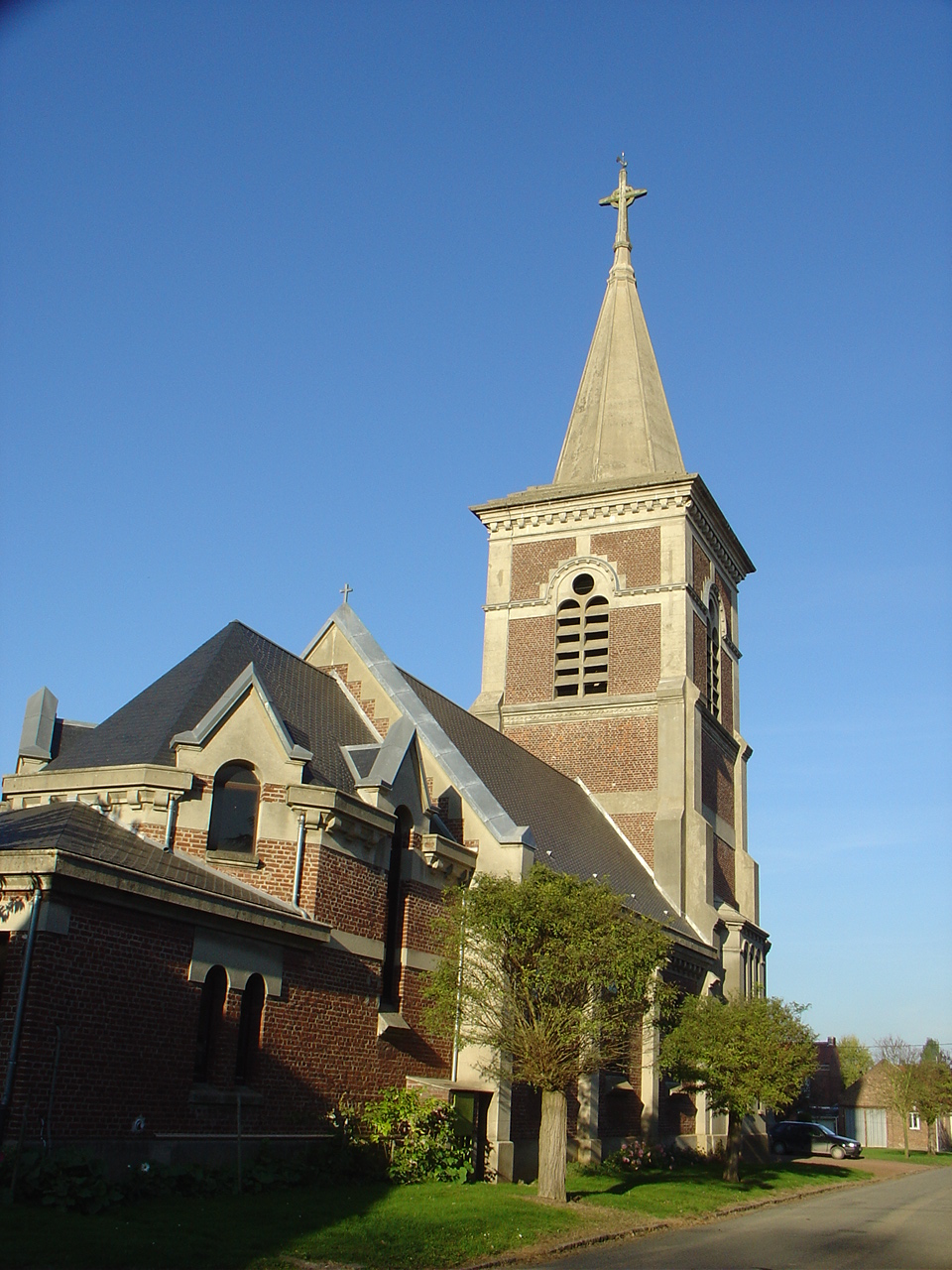
L'église.
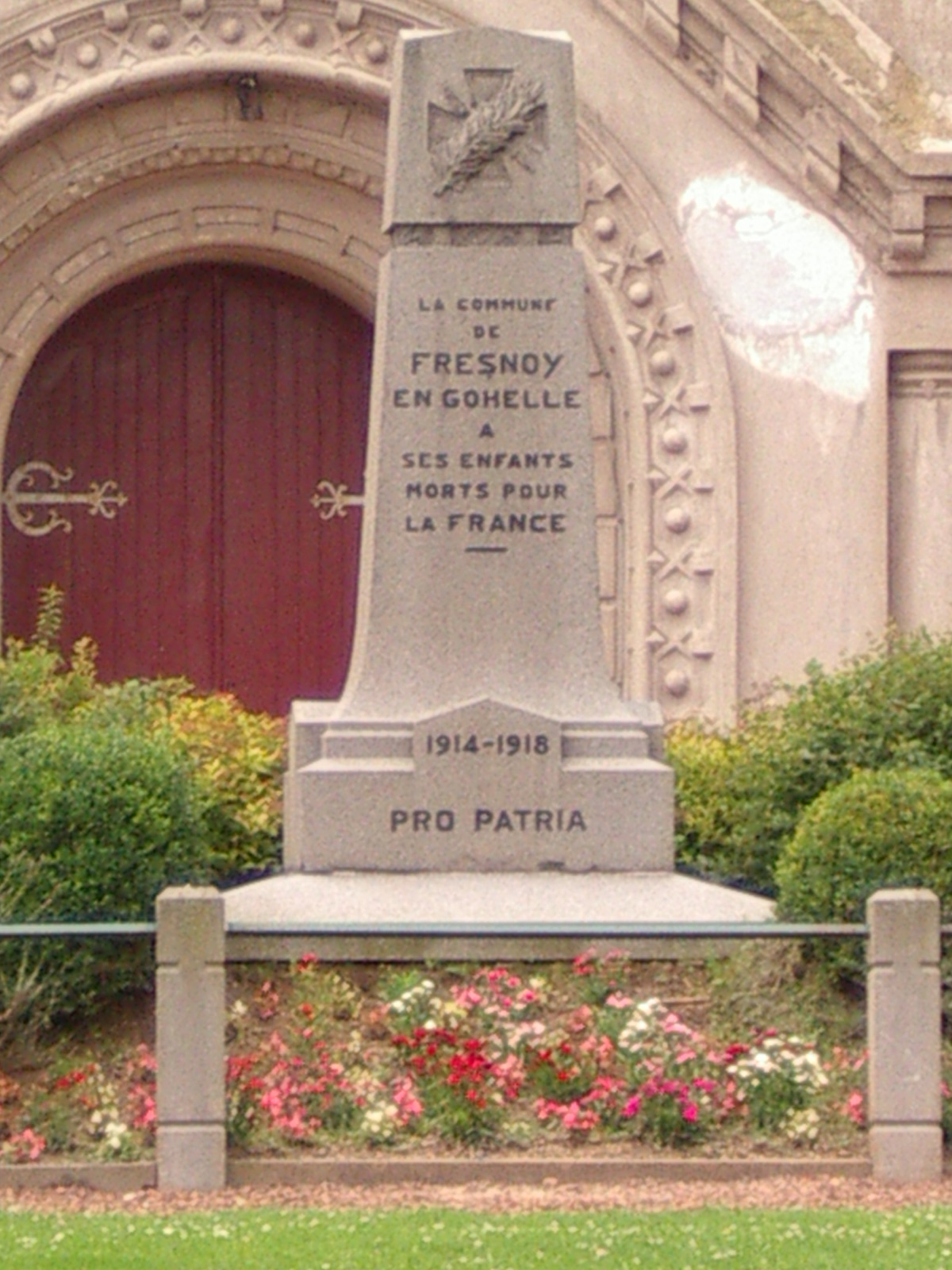
Le monument aux morts.

### Personnalités liées à la commune
- Henri Tailliandier (1847-1914), père de Maurice et Albert Tailliandier, personnalité politique, député du Pas-de-Calais notamment, né à Fresnoy-en-Gohelle.
- Maurice Tailliandier (1873-1951), personnalité politique, fils d'Henri Tailliandier et frère d'Albert Tailliandier, né à Fresnoy-en-Gohelle.
- Albert Tailliandier (1875-1917), fils d'Henri Tailliandier et frère de Maurice Tailliandier, personnalité politique, né à Fresnoy-en-Gohelle.
- Ernst Jünger (1895-1998),  écrivain allemand, en 1917, lors de la bataille se déroulant dans la commune, il était lieutenant et chef de compagnie dans l'un des régiments stationnés à Fresnoy-en-Gohelle[24].

### Héraldique
| Blason de Fresnoy-en-Gohelle | Blason  | De sable au château de trois tours d'or, pavillonnées et girouettées du même, ouvert et ajouré de sable ; au chef d'or chargé d'un arbre de sinople fûté de sable. Ornements extérieursCroix de guerre 1914-1918 |
| Blason de Fresnoy-en-Gohelle | Détails | Le statut officiel du blason reste à déterminer. |

## Pour approfondir